# Crésilas
Crésilas (en grec ancien Κρησίλας / Krêsílas) est un sculpteur grec du Ve siècle av. J.-C., contemporain de Phidias.

## Œuvre
Originaire de la cité de Cydonia, en Crète, il effectue sa carrière à Athènes. On lui doit le portrait de Périclès dit « olympien » qui était placé sur l'Acropole. Cette statue en bronze, réalisée après la mort de l'homme d'État, le représentait debout dans une attitude proche de celle des bronzes de Riace. Elle a été reconnue dans plusieurs hermès romains inscrits, dont l'un aux musées du Vatican (voir ci-contre) et un autre au British Museum.
On rapproche le style du Périclès olympien du type d'Athéna dit Pallas de Velletri, dont la statue éponyme est conservée au musée du Louvre et du type dit de Diomède à la lance, dont des exemplaires figurent à la glyptothèque de Munich (voir l'article Diomède), au Louvre et au musée archéologique de Naples.
Il est aussi l'auteur d'une Amazone blessée réalisée dans le cadre du concours organisé en 440-430 av. J.-C. pour le temple d'Artémis à Éphèse et finalement remporté par Polyclète. Le type de l'Amazone blessée est connu par de nombreuses copies qu'il est difficile d'attribuer aux différents compétiteurs. On hésite généralement pour Crésilas entre le type du Capitole-Sôsiclès — exemplaires aux musées du Capitole, au Vatican et au Louvre — et le type Berlin-Lansdowne-Sciarra — exemplaire au Metropolitan Museum of Art.
On lui attribue également une statue de blessé mourant décrite par Pline l'Ancien, peut-être la même que la « statue en bronze de Diitréphès, blessé par des flèches » que voit Pausanias sur l'Acropole au IIe siècle apr. J.-C. Une base datée de 450 av. J.-C. porte effectivement l'inscription : « Hermolycos, fils de Diitréphès, en dîme. Œuvre de Crésilas. »
Nous avons également connaissance d'un Doryphore (porteur de lance) — peut-être le Diomède mentionné ci-dessus —, d'une vache votive à Déméter Chthonia et d'un ex-voto à Athéna Tritogénie.

## «Cresilla»
En 1804, Crésilas est pris par erreur pour une femme nommée « Cresilla » par Matilda Betham (en), qui pensait qu'« elle » s'était classée troisième (après Polyclète et Phidias) lors d'une compétition pour sculpter sept Amazones pour le temple d'Artémis à Éphèse. En conséquence, Crésilas fut inclus par erreur parmi les 1 038 noms de The Dinner Party, œuvre de l'artiste féministe Judy Chicago.

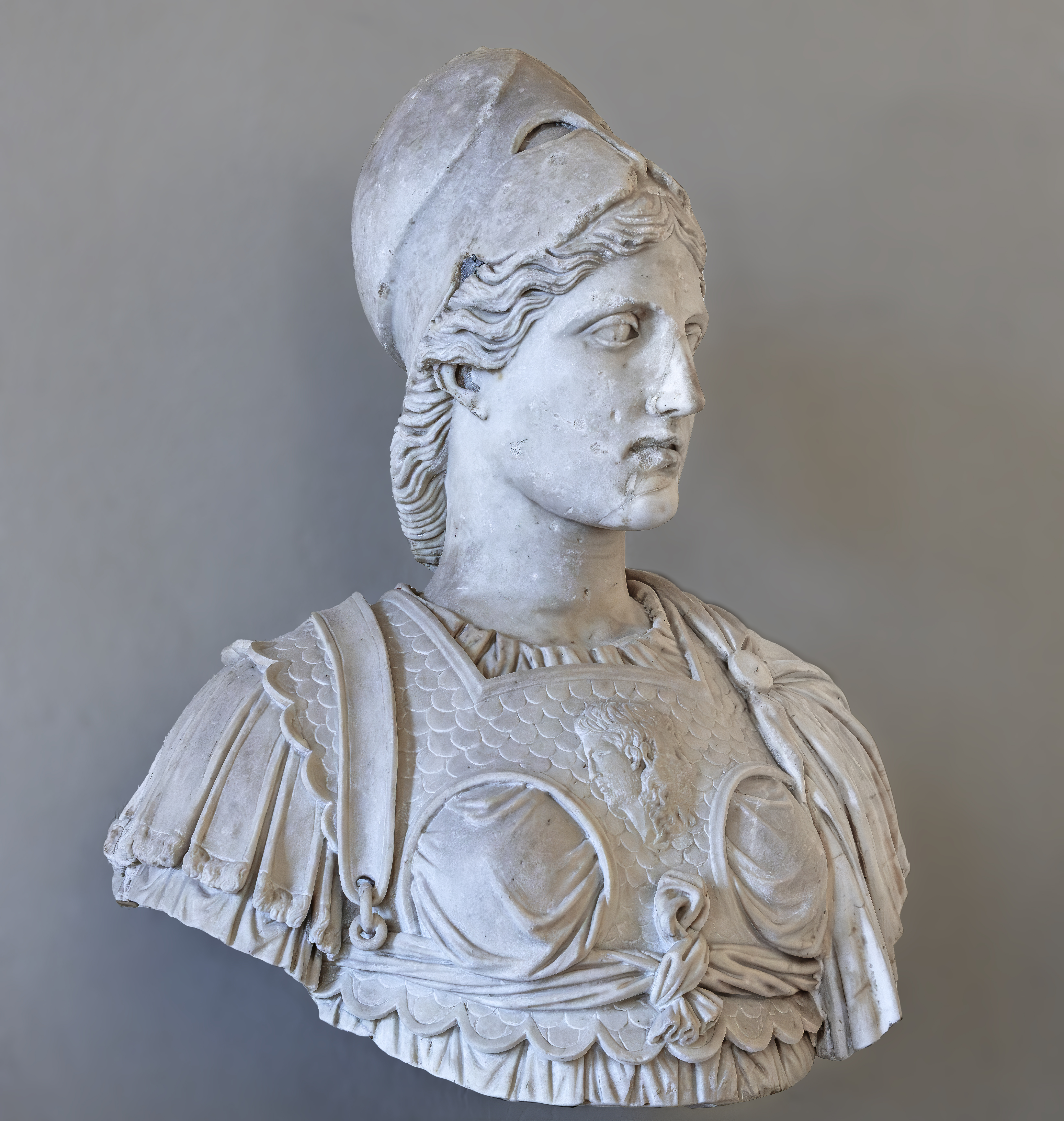
Buste d'Athéna copie romaine de Crésilas, Musée archéologique national (Venise)
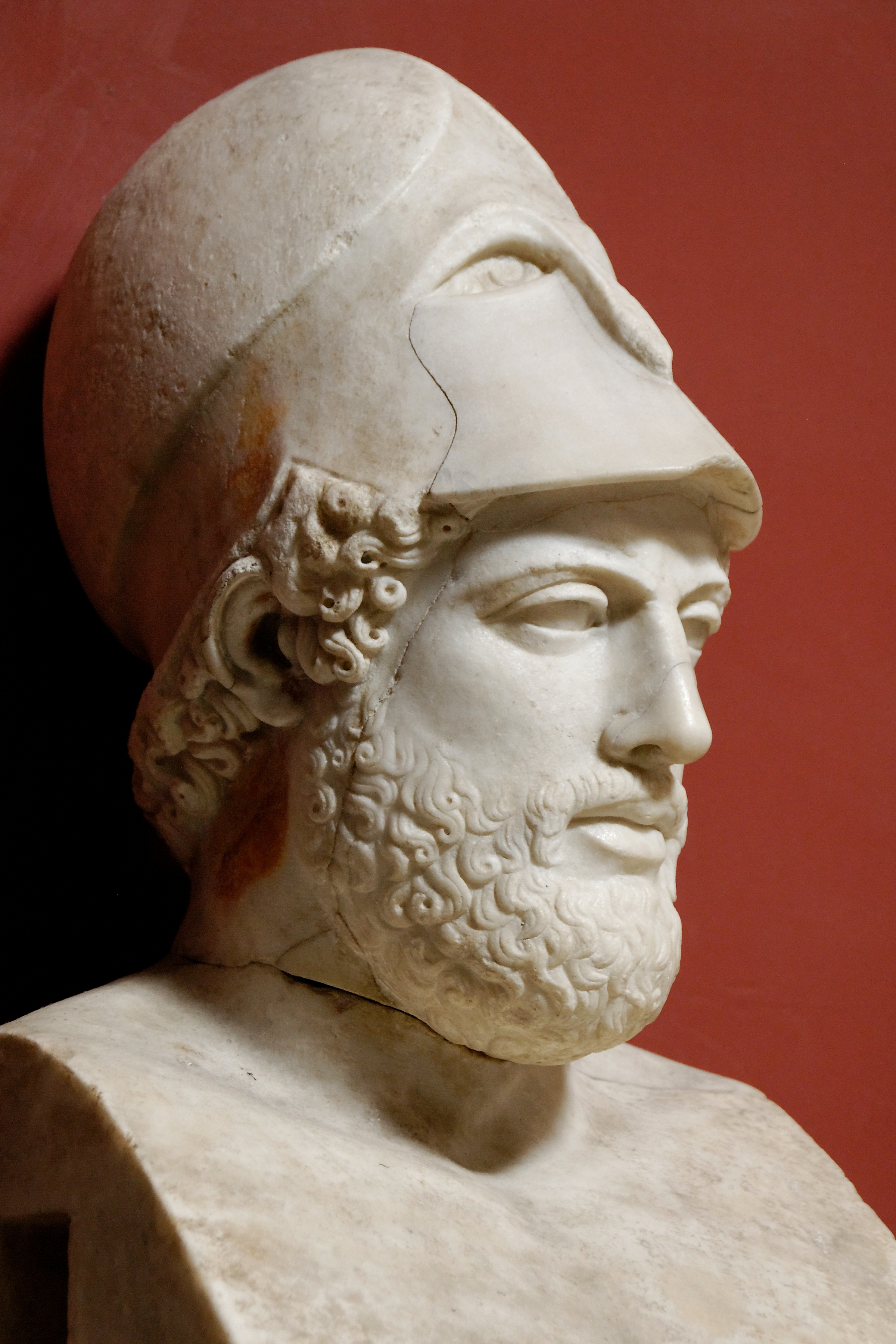
Hermès de Périclès, copie romaine de la statue de Crésilas, musée Pio-Clementino (Inv. 269).
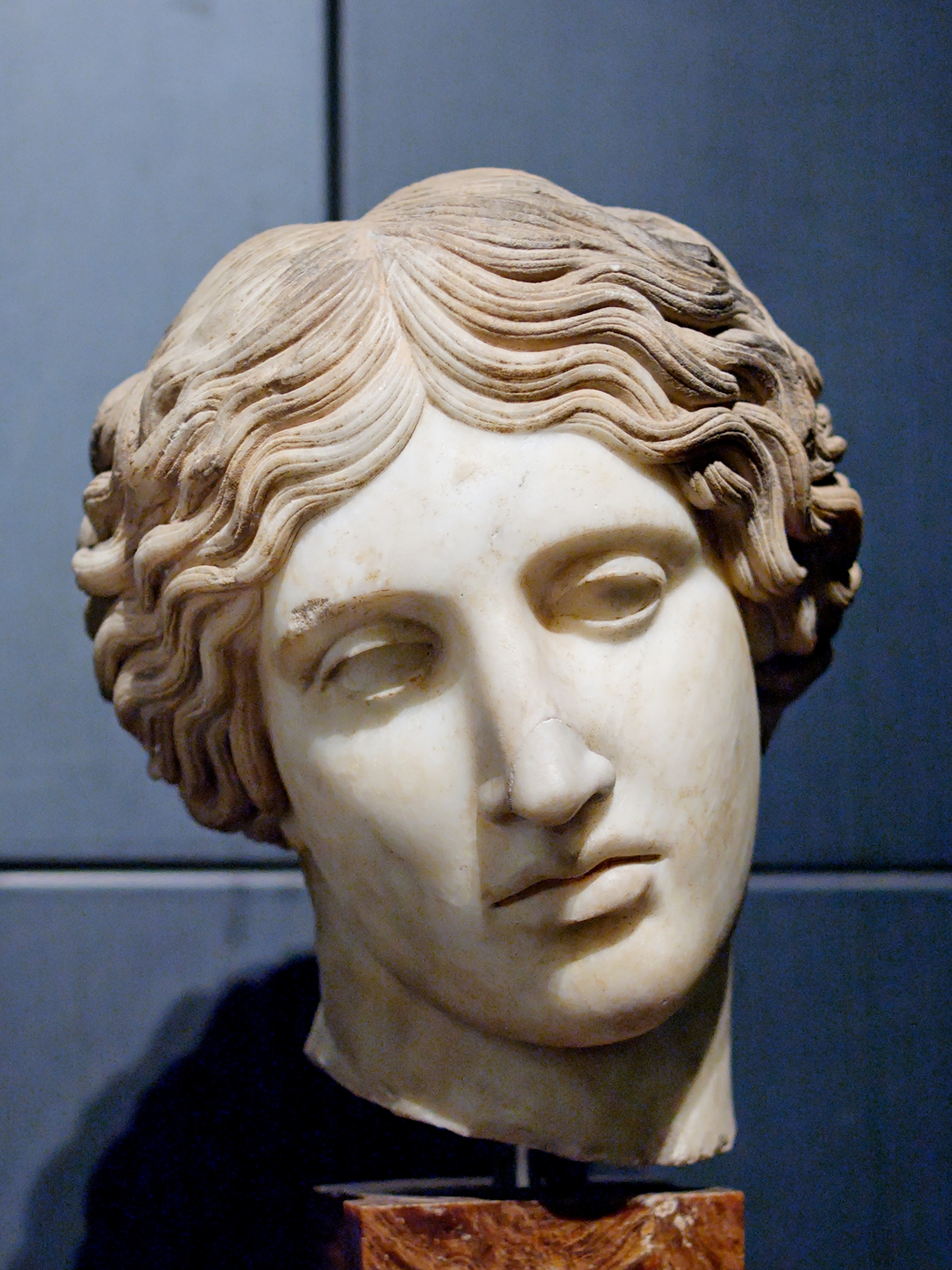
Tête d'Amazone blessée du type du Capitole-Sôsiclès, copie romaine, musées du Capitole
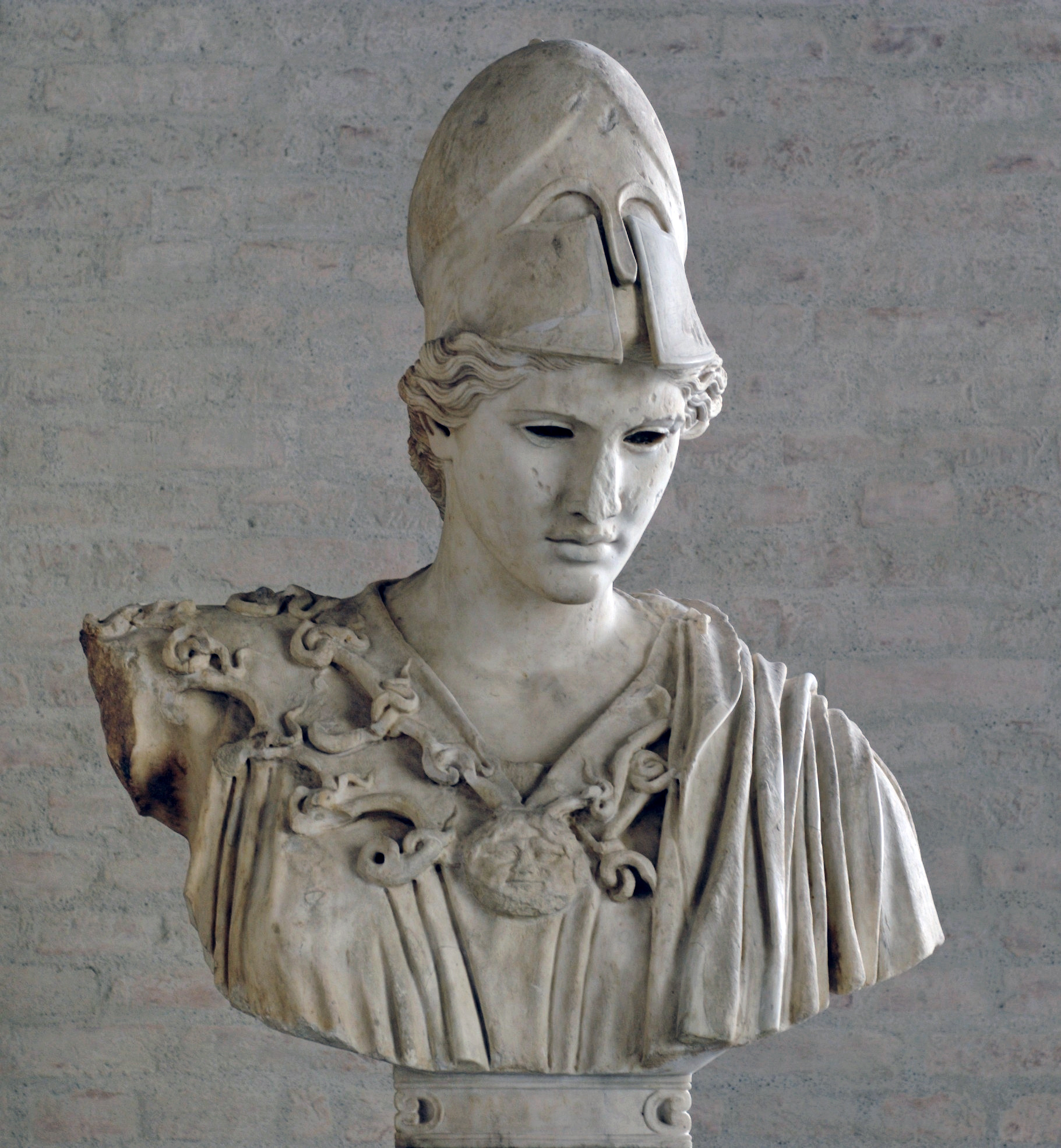
Buste d'Athéna du type de Velletri, glyptothèque de Munich.